# Spyridon Xyndas

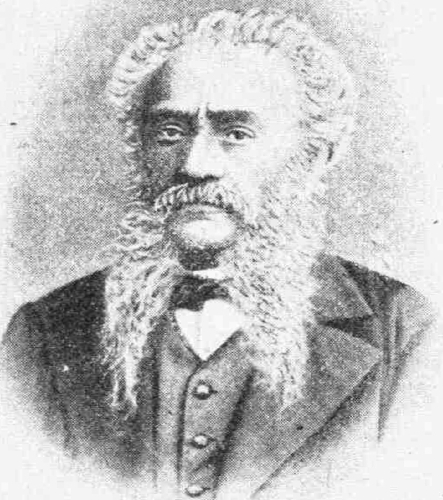
Spyridon Xyndas

Spyridon Xyndas (griechisch Σπυρίδων Ξύνδας, auch italianisiert Spiridione Xinda, * 8. Juni 1812 in Korfu; † 25. November 1896 in Athen) war ein griechischer Komponist klassischer Musik der sogenannten Ionischen Schule.
Xyndas begann bereits im Alter von elf Jahren mit musiktheoretischen Studien bei dem Komponisten Nikolaos Mantzaros-Chalkiopoulos. Außerdem ließ er sich zum Gitarristen ausbilden. Nach Beendigung des Unterrichts auf Korfu setzte er seine Studien in Neapel und Mailand fort. Im Jahre 1840 waren er und sein Mitstudent bei Mantzaros Andonios Liveralis als einzige professionelle Musiker Gründungsmitglieder der Philharmonischen Gesellschaft Korfus, an der Xyndas einige Jahre als Lehrer tätig war.
Xyndas’ Œuvre umfasst neben zahlreichen Kompositionen für Gitarre vor allem Vokalmusik. Zwei erste Opern Xyndas’ (Anna Winter 1855 nach Dumas père, später griechisch als I tris somatofylakes Οι τρεις σωματοφύλακες „Die drei Musketiere“ und Il Conte Giuliano (1857)) waren der im Musikleben der Ionischen Inseln vorherrschenden italienischen Tradition verhaftet.
Schon in den 1840er Jahren begann Xyndas mit der Komposition von Konzertartien und Liedern in der Dimotiki, der Volkssprache der Griechen. Die Komposition griechischer Texte mündete schließlich 1867 in Xyndas’ erster griechischsprachiger Oper, O ypopsifios vouleftis (Ο υποψήφιος, „Der Kandidat“), die das erste Werk dieses Genres eines griechischen Komponisten auf ein griechisches Libretto war. Das Werk auf einen Text von Ioannis Rinopoulos ist eine komische, sozialkritische Spiegelung der politischen Verhältnisse des 19. Jahrhunderts und ihrer Auswirkung auf die verarmte Landbevölkerung und verarbeitet auch Elemente der Volksmusik der Ionischen Inseln. Weitere, weniger erfolgreiche Opern waren O neogambros (Ο νεόγαμπρος, „Der Neuvermählte“, 1877) und I due pretendenti (1878).
Der außerordentliche Erfolg seines „Kandidaten“ bei der Erstaufführung in Athen bewog Xyndas zur Übersiedlung in die griechische Hauptstadt, wo er verarmt starb, ohne seine letzte Oper Galatea vollendet zu haben. Zahlreiche Manuskripte seiner Werke gingen bei Bombenangriffen auf Korfu während des Zweiten Weltkriegs verloren. Zu seinen Schülern gehört der Komponist und mutmaßliche Sohn Xyndas’ Spyros Samaras.